# Бозија
Бозија (итал. Bosia) је насеље у Италији у округу Кунео, региону Пијемонт.
Према процени из 2011. у насељу је живело 28 становника. Насеље се налази на надморској висини од 481 м.

## Становништво
| 1931. | 1936. | 1951. | 1961. | 1971. | 1981. | 1991. | 2001. | 2011. |
| ----- | ----- | ----- | ----- | ----- | ----- | ----- | ----- | ----- |
| 598   | 622   | 429   | 354   | 308   | 241   | 225   | 204   | 181   |